# Rhinyptia laotica
Rhinyptia laotica är en skalbaggsart som beskrevs av Frey 1976. Rhinyptia laotica ingår i släktet Rhinyptia och familjen Rutelidae. Inga underarter finns listade i Catalogue of Life.